# Linslade
Linslade är en stad i civil parish Leighton-Linslade, i distriktet Central Bedfordshire, i grevskapet Bedfordshire i England. Byn är belägen 28 km från Bedford. Linslade var en civil parish fram till 1965 när blev den en del av Leighton Linslade och Soulbury. Civil parish hade 4 139 invånare år 1961. Staden nämndes i Domedagsboken (Domesday Book) år 1086, och kallades då Lincelada.